# Karl Wilhelm Wutzer

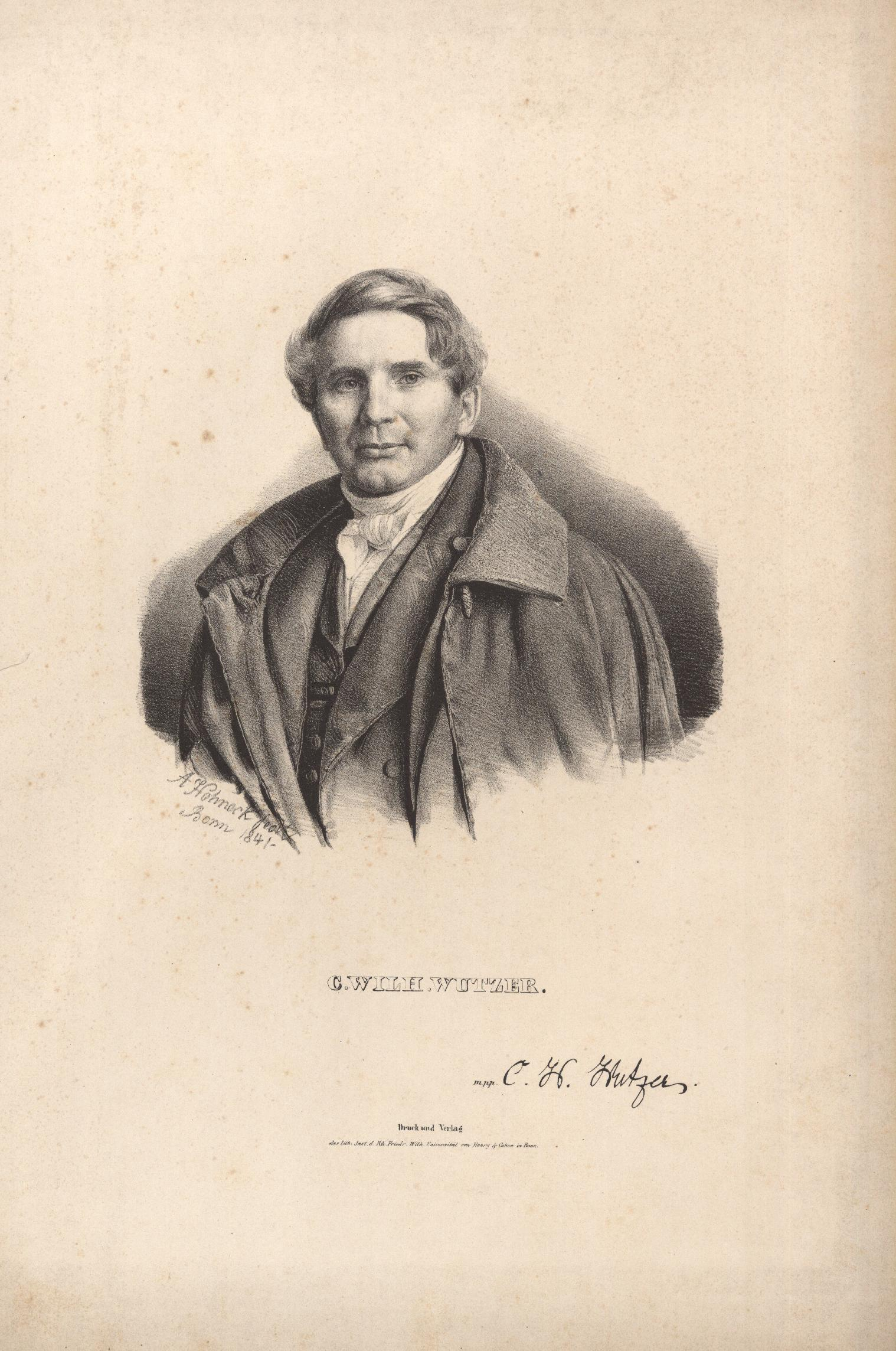
Karl Wilhelm Wutzer

Karl Wilhelm Wutzer (Berlim, 17 de março de 1789 – Bonn, 19 de setembro de 1863) foi um cirurgião alemão.
Estudou medicina na Pépinière (instituto militar) em Berlim, mais tarde foi diretor da escola de cirurgia em Münster (1821). Em 1830 sucedeu Karl August Weinhold (1782-1829) como professor de cirurgia na Universidade de Halle-Wittenberg, indo depois para a Universidade de Bonn como sucessor de Philipp Franz von Walther (1782-1849). Em 1850 começou a ter sérios problemas nos olhos, uma condição que eventualmente decretou o fim de sua carreira como cirurgião.
Como cirurgião, originou um procedimento operativo para hérnia inguinal, e foi um dos primeiros praticantes da cirurgia de fístula vesico-vaginal.
No campo da oftalmologia publicou uma tradução de uma obra de Antonius Gerardus van Onsenoort (1782-1841) com o título Geschichte der Augenheilkunde als Einleitung in das Studium derselben (História da oftalmologia como introdução ao seu estudo).